# Белград-Бар автомагистраль
Автомагистраль Белград — Бар (серб. кир. Ауто-пут Београд–Бар) — будущая автомагистраль, которая соединит сербскую столицу Белград с Баром, главным портом Черногории. Италия, Черногория и Сербия выступают за то, чтобы маршрут был включен в панъевропейские коридоры, и его часто называют частью предполагаемого Коридора XI или 4B — автомагистрали или паромного коридора, соединяющего Бари, Бар, Белград и Бухарест.
С сербской стороны строительство дороги началось в 2012 году на участке протяженностью 40,3 км Лиг-Прелина. Дорога была построена в 2016 году. 11 мая 2015 года началось строительство дороги с черногорской стороны.
После того, как в 2021 году выяснилось, что кредитные соглашения, заключенные между Китаем и Черногорией для финансирования проекта, были результатом коррупции, проект стал предметом споров. Кроме того, условия соглашения сделали невозможным для Черногории выполнить свои обязательства по сделке.

## Сербский раздел
Внимание общественности переключилось на будущую автомагистраль A2, соединяющую Белград с Черногорией, поскольку в конце 2010-х годов строительство автомагистрали A1 в направлении Скопье на европейском маршруте E75 приближалось к завершению. Планируется, что автомагистраль будет использоваться как для местных, так и для транзитных целей, чтобы соединить юго-запад Сербии с Белградом и европейской дорожной сетью.

### Описание маршрута
Автомагистраль в Сербии делится на две части: от Белграда до Пожеги и от Пожеги до Боляре, которые находятся на государственной границе между Сербией и Черногорией.
Дорога, которая соединит Белград с Пожегой, простирается на 151,63 км и пройдет через сербские города и муниципалитеты Остружница, Умка, Обреновац, Уб, Лайковац, Лиг, Таково, Прелина (в муниципалитете Чачак) и Пожега. По оценкам, участок Белград-Прелина будет самым дешёвым участком автомагистрали, и его общая стоимость составляет 889,8 млн евро.
Протяженность примерно 110 км (68 миль) южного участка дороги от Пожаги до Боляре составит не менее 1,5 млрд евро. Точный маршрут этого участка до сих пор не известен.

### Текущий прогресс
В 2008 году был подписан концессионный договор с Альпин Майредер и FCC Construction для строительства 146,37 км пути между Белградом и Пожегой в Сербии. Тем не менее, в августе 2008 года Альпин и правительство Сербии договорились расторгнуть контракт.
В 2010 году консорциум строительных компаний из Сербии выиграл конкурс на строительство участка длиной 12,5 км между Убом и Лайковацем. 30 июля 2010 года начались работы, и они продолжаются до сих пор. Полная часть пути длиной 103 км от Обреноваца до Прельины была открыта для движения в августе 2019 года. 18 декабря 2019 года был открыт путь от Обреноваца до Сурчина. Новый Белград и Сурчин должны быть соединены к 2022 году.
Участок E763 между Пелином и Пожаром в настоящее время находится на стадии строительства. Его протяженность составит 30,9 км. Он должен быть завершен к концу 2021 года. В нём будут построены шесть километров мостов и туннелей, когда он будет готов. Кроме того, это означает, что тоннели и мосты составят треть участка. Интересно, что туннель «Лаз», длиной 2850 метров, станет самым длинным туннелем в Сербии.
Последняя часть автомагистрали А2 — это часть, которая проходит от Пожеги до границы с Черногорией вблизи Боляре. Этот маршрут ещё предстоит определить, и его длина составит более 100 километров.

## Черногорская секция

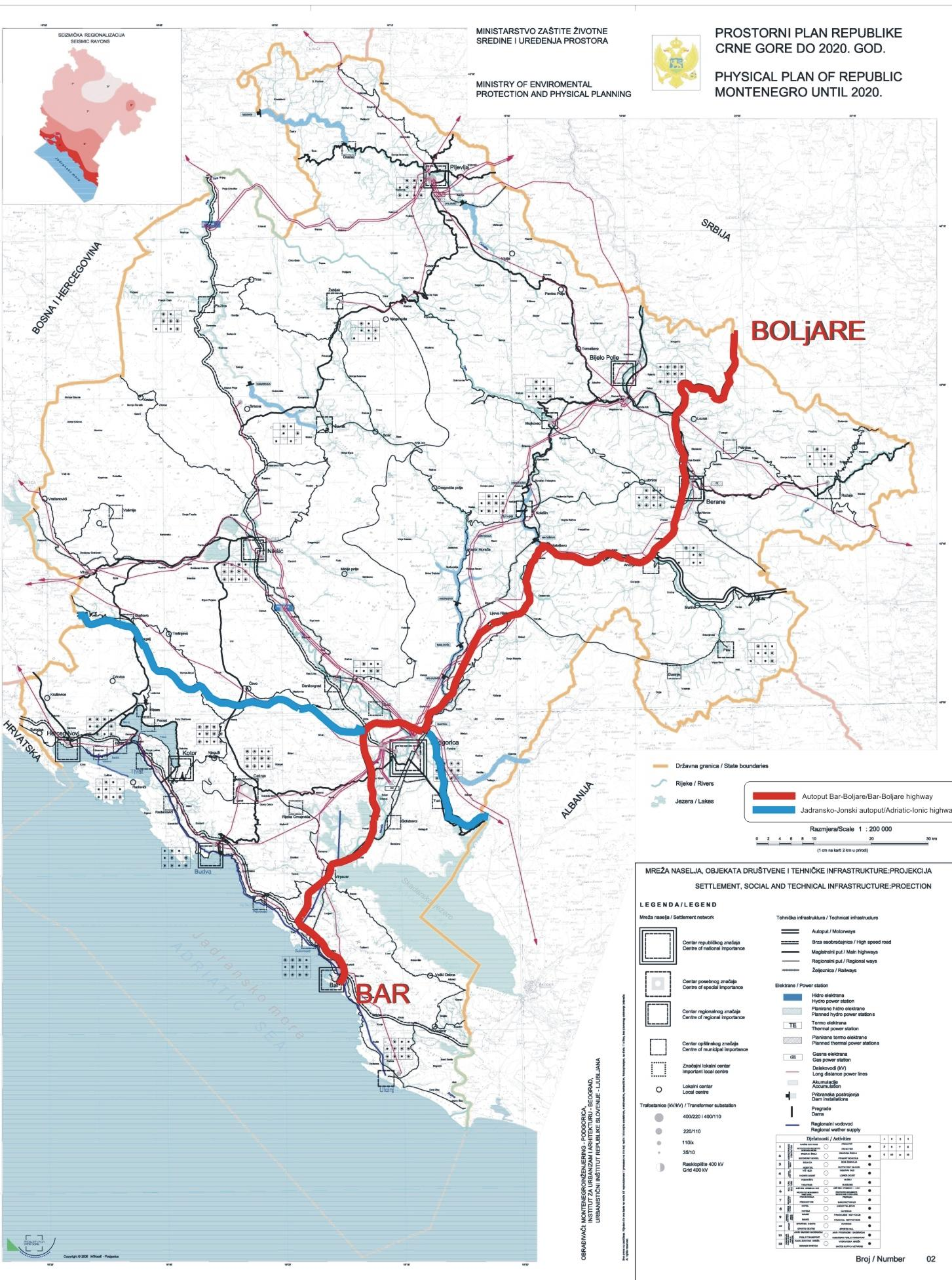
Коридоры будущих дорог Черногории. Автомобильная дорога Бар-Боляре отмечена красным цветом.

Автомагистраль Бар-Боляре, которая называется Черногорской автомагистралью, простирается на 165 км и, безусловно, самая дорогая, с оценочной стоимостью около 2 миллиардов евро. Вдоль участка запланировано строительство 50 туннелей и 95 мостов и виадуков, что представляет собой сложную инженерную задачу.

### Описание маршрута
Черногорская часть будет построена в три этапа:
- (Бар) Джурмани — Туннель Созина — Вирпазар — Бистрица — Штеке — Чафа — Толошко поле — (Подгорица) Смоковац : это самый южный участок автомагистрали, которая соединяет Бар, главный морской порт Черногории, с столичным городом Подгорица. Потенциальные инвесторы, такие как ЕБРР и ЕИБ, предлагают, чтобы этот участок был построен в первую очередь, поскольку после завершения он, вероятно, будет иметь самый высокий объём трафика. Планируемая длина этого участка 51 км.
- Готово (Подгорица) Смоковац — Биоче — Пелев Бриег — Лиева Риека — Веруша — Матешево[англ.] : Эта часть автомагистрали считается важной из-за того, что она связывает Подгорицу с северной Черногорией. Нынешнее дорожное сообщение (E65), вырезанное в каньоне Морача, представляет собой извилистую горную дорогу, которая считается опасной зимой и является узким местом в дорожной сети Черногории. Таким образом, тендерная документация, представленная Правительством Черногории, является основным требованием для строительства этого участка. Этот участок имеет длину 41 км и, безусловно, является самым дорогим участком автомагистрали: стоимость километра автомагистрали оценивается более чем в 20 миллионов евро. В 2018 году началось строительство участка китайскими компаниями. В 2022 году этот сложный участок, который включает мосты и тоннели, был торжественно открыт[6].
- Матешево[англ.] — Андриевица — Беране — Црнча — Боляре: этот самый северный участок автомагистрали, вероятно, будет завершен только после того, как будет достигнут прогресс на сербском участке автомагистрали к югу от Пожеги. Планируемая длина этого участка составляет 73 метра. км.

### Процесс строительства
Проект, разработанный как государственно-частное партнёрство, в настоящее время находится на стадии проведения тендера на строительство. После завершения строительства автомагистрали генеральный подрядчик, который заключает контракт с правительством Черногории, должен финансировать его, проводить техническое обслуживание и собирать плату за проезд и другие доходы в течение 30 лет. В течение трех десятилетий правительство Черногории будет использовать аннуитеты для получения финансирования.
В марте 2009 года были рассмотрены тендерные предложения, и хорватский консорциум, возглавляемый компанией «Конструктор», представил первое. Следующим шагом было подписание контракта и объявление о начале строительства в июне 2009 года. Премьер-министры Черногории Мило Джуканович, Сербии Мирко Цветкович и Хорватии Ядранка Косор приняли участие в официальном открытии строительных работ в деревне Горне Мрке к северу от Подгорицы 15 октября 2009 года. Тем не менее, хорватский консорциум не смог своевременно предоставить банковские гарантии, поэтому контракт был расторгнут через восемь месяцев.
Правительство пригласило консорциум из греческой компании Aktor и израильской компании Shikun & Binui, который был вторым лучшим участником торгов. После переговоров было достигнуто соглашение, согласно которому консорциум Aktor/HCH построит два южных участка автомагистрали по цене 1,575 млрд евро. Дальнейшие переговоры должны были касаться третьего и самого северного участка — от Матешево до Боляре, а также небольшого участка через Скадарское озеро. Тем не менее, греко-израильский консорциум не предоставил банковских гарантий, и в декабре 2010 года переговоры между консорциумом и правительством Черногории были прекращены.
Правительство Черногории приступило к изучению и начало рассматривать различные возможности финансирования строительства автомагистрали. В черногорских СМИ сообщалось, что China Road and Bridge Group и China Poly Group Corporation при финансовой поддержке Эксим банка Китая построят дорогу. Переговоры шли полным ходом после того, как министр транспорта Черногории направил Poly Group официальное письмо-приглашение в январе 2011 года. Если переговоры пройдут успешно, договор будет определять условия строительства и финансирования. Это позволит избежать торгов и отказаться от государственно-частного партнёрства.
В апреле 2013 г. правительство Черногории и китайская сторона продолжали переговоры., В июле 2013 г. было объявлено о выборе предпочтительного строительного консорциума и предложении финансирования в размере 1 млрд долларов США со стороны банка EXIM., и с тех пор ведутся подробные коммерческие переговоры.
Переговоры с китайскими партнёрами завершились в декабре 2014 года.
Строительство первого участока Смоковац—Увач—Матешево, планировалось начать в мае 2015 года и должен быть завершен в течение 48 месяцев. Однако сроки сдвинулись из-за сложного рельефа местности, а затем ещё и из-за начавшейся пандемии COVID-19. В 2018 году китайскими компаниями было начато строительство участка Смоковац—Матешево длиной 41 км. В 2022 году этот сложный участок, который включает мосты и тоннели, был торжественно введён в эксплуатацию.